# 자레드 콘

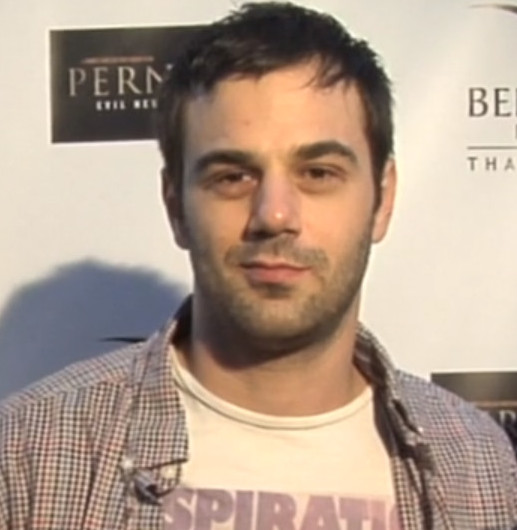

재러드 콘(Jared Cohn)은 미국의 영화 감독, 배우, 각본가이다.
뉴욕에서 태어났다.

## 영화
- 아틀란틱 림 라이징 (2018년)
- 킹 아더: 원탁의 기사 (2017년)
- 이스케이프 파이터 (2017년)
- 애프터 스쿨 스페셜 (2017년)
- 늑대소녀 (2016년)
- 이블 내니 (2016년)
- 데블스 도메인 (2016년)
- 데스 풀 (2016년)
- 더 호드 (2016년)
- 데이 원트 딕 딕스터 (2015년)
- 퍼니셔스 (2015년)
- 위싱 포 어 드림 (2015년)
- 버디 허친스 (2015년)
- 50가지 욕망의 그림자 (2015년)
- 감옥정사 (2014년)
- 악령의 재림 13-13-13 (2013년) - 알렉스 역
- 아틀란틱 림 (2013년)
- 악령의 재림 (2012년)
- 비키니 브레이크 (2012년)
- 엑소시즘 2017 (2012년)
- 악마의 탄생 (2011년)